# Campeonato Mundial de Ciclismo en Ruta de 1970
Los Campeonatos del mundo de ciclismo en ruta de 1970 se celebró en la ciudad inglesa de Leicester del 13 al 16 de agosto de 1970. 

## Resultados
| Evento                     | Oro                                                                        | Oro            | Plata                                                                 | Plata | Bronce                                                                       | Bronce |
| -------------------------- | -------------------------------------------------------------------------- | -------------- | --------------------------------------------------------------------- | ----- | ---------------------------------------------------------------------------- | ------ |
| Pruebas masculinas         |                                                                            |                |                                                                       |       |                                                                              |        |
| Hombres - carrera en línea | Jean-Pierre Monseré · Bélgica                                              | 6 h 33 min 58s | Leif Mortensen Dinamarca                                              | + 2s  | Felice Gimondi · Italia                                                      | m.t.   |
| Contrerreloj por equipos   | Unión Soviética Valery Yardy Viktor Sokolov Boris Shoukov Valeri Likatchev | 2h 12' 28"     | Checoslovaquia Jiri Mainus Frantisek Rezac Milan Puzrla Petr Matousek | + 18" | Países Bajos · Fedor den Hertog · Popke Oosterhof · Tino Tabak · Adri Duyker | + 31"  |
| Amateur - carrera en línea | Jorgen Schmidt Dinamarca                                                   | 4h 08' 12"     | Ludo Van der Linden · Bélgica                                         | + 3"  | Tony Gakens · Bélgica                                                        | + 5"   |
| Pruebas femeninas          |                                                                            |                |                                                                       |       |                                                                              |        |
| Mujeres - carrera en línea | Anna Konkina Unión Soviética                                               | 1h 39' 54"     | Morena Tartagni · Italia                                              | m.t.  | Raísa Obodovskaya Unión Soviética                                            | m.t.   |